# Автоприбор (платформа)
Автоприбо́р — железнодорожный остановочный пункт Горьковской железной дороги на линии Москва — Нижний Новгород в городе Владимире, в 3 км от станции Владимир.
Расположена в восточной промышленной зоне Владимира по Большой Нижегородской улице в районе ТЭЦ, в непосредственной близости от Владимирского химического завода и завода «Автоприбор», от которого и получила своё название. Платформой Автоприбор пользуются рабочие этих предприятий и многие жители восточных районов города — ввиду отсутствия других остановочных пунктов электропоездов на участке до Боголюбова и удобного выхода к остановке городских троллейбусов и автобусов «Химзавод».
Пассажирское движение осуществляется по двум путям. Низкие платформы соединены настилом, имеется пассажирский павильон с кассой. Время движения от станции Владимир — 5 минут.
6 апреля 2009 года была отменена остановка всех поездов чётного направления, и платформа фактически работала только на высадку пассажиров, следующих во Владимир; с 26 декабря по 24 февраля 2010 года не действовала для всех поездов, кроме экспресса Нижний Новгород — Владимир; с 1 апреля 2010 года заработала вновь.
По летнему графику 2013 года на о. п. Автоприбор по будням имеют остановку 6, а по выходным дням 8 пригородных электропоездов, следующих в сторону Коврова, и 8, а по выходным дням 9 электропоездов, идущих до станции Владимир.